# Perpignan Tigers
Les Tigers de l'AS Perpignan est un club français de football australien. Ils évoluent en championnat de France. Ils ont également disputé la Coupe de France 2009 à Saint-Médard-en-Jalles (33).

## Histoire

### La courte histoire des Saint-Estève Saints
Les Tigers ne sont pas la première équipe de football australien des Pyrénées-Orientales. Il avait été formé, 3 ans auparavant (2005 donc), l'équipe des Saint-Estève Saints, dans la commune de Saint-Estève.
Les Saints faisaient partie des trois équipes à avoir envoyé des joueurs en Équipe de France de football australien pour disputer l'EU Cup 2005. Par la suite, les Saints jouèrent un match en février 2006 contre Belfry Valls (à Valls), l'équipe alors 100 % française remporte le match 112-28.
Le 11 mars 2006, les Saints organisent une rencontre entre l'équipe de France et une sélection anglaise (composé majoritairement par des joueurs des Reading Roos). C'est encore à ce jour le plus grand match de football australien jamais réalisé en France, avec environ 500 spectateurs, une forte présence médiatique, et de vrais maillots pour l'équipe de France. Malheureusement, son organisation laborieuse aura raison du club de Saint-Estève, qui ne passera pas l'année 2006.

### La tentative de reprise des Saints
En août 2008, Damien Berenguel, un jeune homme passionné de rugby, fait part aux dirigeants français de son vœux de reformer une équipe de football australien sur Perpignan.
Ce dernier est alors aidé dans sa démarche (un tout nouveau poste de « Responsable du développement des clubs » avait alors été créé, occupé par Benjamin Hamon, Président des Montpellier Fire Sharks), et reprend contact avec Guillaume Ellin, l'ex-fondateur des Saints, et encore Président de l'association « footy catalan » (nom administratif des Saint-Estève Saints), puisque cette dernière n'avait pas été dissoute.
L'idée est que Guillaume Ellin cède sa place à Damien Berenguel, que ce dernier renomme l'équipe et la reconstruise. Cependant, la passation de pouvoir est toujours un peu plus retardée, en raison de problèmes administratifs.

### L'avènement des Tigers
Partant de ce constat, Damien Berenguel prend les devants et fonde sa propre association le 27 décembre 2008, après des mois de galère. Les Perpignan Tigers existent donc officiellement, bien qu'ils s'entraînent depuis quelque temps déjà.
Les Tigers sont favorisés par leur proximité avec l'équipe des Montpellier Fire Sharks, qui existe depuis plusieurs mois. L'entraîneur des Fire Sharks ainsi que quelques joueurs sont déjà venus à Perpignan pour partager un entraînement, de suite les deux clubs nouent des relations privilégiées. C'est donc tout naturellement que le premier match des Catalans soit contre Montpellier, la date étant fixée au 21 février dans l'antre des Tigers.
Le match sera une réussite totale, aussi bien sportivement que humainement. Le légendaire vent catalan répond à l'appel. Hélas, aucun arbitre n'a pu faire le déplacement, c'est un joueur montpelliérain qui arbitrera, les Héraultais sont alors réduits à 8, le match se jouera donc à 8 contre 8. Les Requins de feu, avec leur expérience et leurs nombreux joueurs en équipe de France, sont donnés favoris. Toutefois, à la surprise générale, ce sont les Tigers qui remportent d'une courte tête le 1er quart-temps. Néanmoins, le reste du match voit la domination et parfois même l'échappée des Fire Sharks qui remportent le match 91-46. Les Tigers, loin d'avoir démérité, font donc une entrée très honorable dans le monde du footy français.

### L'avenir
Les Tigers, trop jeunes, ne participeront pas au 1er Championnat de France de football australien, mais ils enverront des joueurs pour renforcer les effectifs des équipes participantes.
L'objectif du club est la participation à la 2e Coupe de France de football australien, en juillet 2009 à Bordeaux. L'équipe, très talentueuse, peut nourrir de grandes ambitions.

## Effectif 2016-2017
- Entraineurs :   Christophe Suma et  Yann Cornaton
- Capitaine :  Arnaud Benito

## Effectif 2015-2016
- Coach :  Christophe Suma
- Entraineur :  Gaël Duc
- Capitaine :  Sam Higgs

## Le staff

### Liste des entraineurs
- 2008-2011 :  Damien Berenguel
- 2011-2012:  Pierre-Henri Raynaud
- Depuis 2012:  Gaël Duc

### Liste des Présidents
- 2008-2012 :  Damien Berenguel
- 2012-2015 :  Gael Duc
- depuis 2015 :  Fabrice Nicolini

## Résultats

### Championnat de France
| Saison    | Classement |
| --------- | ---------- |
| 2009-2010 | 5e         |
| 2010-2011 | 6e         |

### Coupe de France
| Année de participation | Classement |
| ---------------------- | ---------- |
| 2009                   | Finaliste  |
| 2010                   | 4e         |
| 2011                   | 4e         |

### Parcours en Championnat de Catalogne
- 2009 : 4e

### Les adversaires des Perpignan Tigers depuis leur fondation
| Club                     | J  | G | N | P  | Pp  | Pc  | Diff     | Premier match                                   | Dernier match                                   |
| ------------------------ | -- | - | - | -- | --- | --- | -------- | ----------------------------------------------- | ----------------------------------------------- |
| Montpellier Fire Sharks  | 3  | 0 | 0 | 3  | 116 | 321 | 36,13 %  | 24/02/2009 (46-91) à Saint-Génis-des-Fontaines  | 06/02/2010 (22-62) à Saint-Génis-des-Fontaines  |
| Cornellà Bocs            | 3  | 0 | 0 | 3  | 86  | 196 | 43,87 %  | 19/04/2009 (13-82) à Barcelone                  | 06/02/2010 (19-27) à Saint-Génis-des-Fontaines  |
| Andorra Crows            | 2  | 1 | 0 | 1  | 115 | 125 | 92,00 %  | 23/05/2009 (42-60) à Saint-Génis-des-Fontaines  | 23/05/2009 (73-65) à Saint-Génis-des-Fontaines  |
| Valls Belfry             | 1  | 1 | 0 | 0  | 95  | 86  | 110,46 % | 06/06/2009 (95-86) à Saint-Génis-des-Fontaines  | -                                               |
| Strasbourg Kangourous    | 1  | 1 | 0 | 0  | 52  | 36  | 144,44 % | 04/07/2009 (52-36) à Saint-Médard-en-Jalles     | -                                               |
| Bordeaux Bombers         | 2  | 1 | 0 | 1  | 102 | 161 | 63,35 %  | 04/07/2009 (40-28) à Saint-Médard-en-Jalles     | 12/12/2009 (62-133) à Saint-Génis-des-Fontaines |
| Paris Cockerels          | 1  | 0 | 0 | 1  | 11  | 69  | 15,94 %  | 04/07/2009 (11-69) à Saint-Médard-en-Jalles     | -                                               |
| Toulouse Hawks           | 5  | 0 | 0 | 5  | 143 | 656 | 21,79 %  | 06/02/2010 (14-110) à Saint-Génis-des-Fontaines | 05/03/2010 (45-98) à Saint-Génis-des-Fontaines  |
| Madrid Bears             | 1  | 0 | 0 | 1  | 12  | 77  | 15,58 %  | XX/11/2010 (12-77) à Toulouse                   |                                                 |
| Aix-Marseille Dockers    | 2  | 1 | 0 | 1  | 147 | 87  | 169,96 % | XX/11/2010 (18-35) à Toulouse                   | 26/02/2011 (129-52) à Saint-Génis-des-Fontaines |
| Australian Bar Perpignan | 1  | 0 | 0 | 1  | 22  | 33  | 66,67 %  | XX/18/2010 (22-33) à Pia                        |                                                 |
| TOTAL                    | 22 | 5 | 0 | 17 | 536 | 905 | 59,22 %  | 24/02/2009 (46-91) à Saint-Génis-des-Fontaines  | 12/12/2009 (62-133) à Saint-Génis-des-Fontaines |

Légende : J : nombre de matches joués, G : nombre de matches gagnés, N : nombre de matches nuls, P : nombre de matches perdus, Pp : nombre de points marqués, Pc : nombre de points encaissés, Diff. : différence de points.

### Matches mémorables
| Date            | Lieu                              | Match                                          | Compétition      | Raison            |
| 21 février 2009 | Saint-Génis-des-Fontaines, France | Perpignan Tigers 46-91 Montpellier Fire Sharks | Amical           | Premier match     |
| 23 mai 2009     | Saint-Génis-des-Fontaines, France | Perpignan Tigers 73-65 Andorra Crows           | LFAC Premiership | Premiere Victoire |
| 4 juillet 2009  | Saint-Médard-en-Jalles, France    | Paris Cockerels 69-11 Perpignan Tigers         | Coupe de France  | Finale            |
| 19 mars 2016    | Pia, France                       | ASP Tigers 54-33 Toulouse Hawks                | Coupe du Sud     | 1er trophée       |